# 戸倉森
戸倉森（とくらもり）は、秋田県鹿角市にある山である。

## 概要
標高630.1m。西側は大清水川（米代川水系支流大湯川支流）に面しており、現在は秋田スギの人工林に覆われているが、かつては山麓（国道104号沿線）に「戸倉」という集落があった。東側一帯を田代平（たしろたい）といい、開拓による牧場群が広がっている。

## 近くの山
- 田代森